# Umami

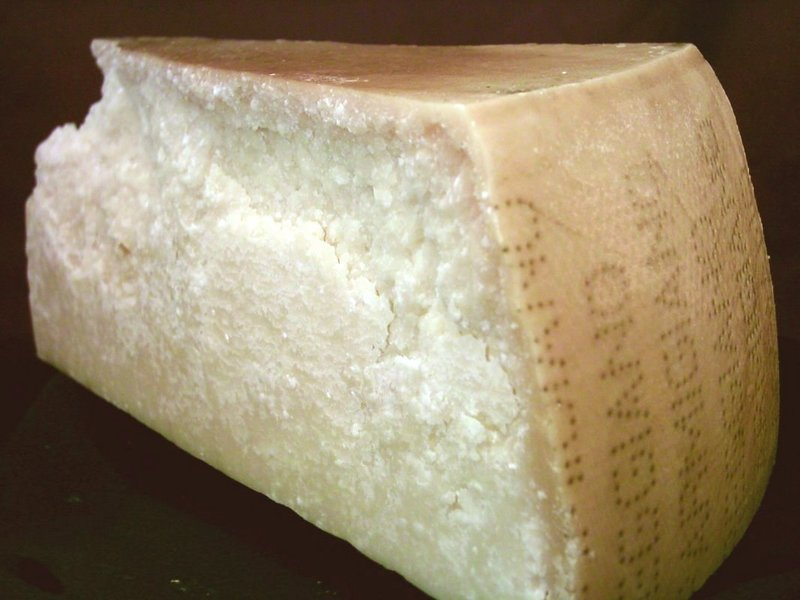
Parmesan kann die Geschmackswahrnehmung umami hervorrufen.

Mit dem Lehnwort umami (von japanisch うま味 auch 旨味 umami ‚Schmackhaftigkeit‘, zu うまい umai ‚wohlschmeckend, würzig‘ und 味 mi ‚Geschmack‘) wird in der Physiologie eine Qualität des Geschmackssinnes bezeichnet, die neben süß, sauer, salzig und bitter zu den grundlegenden Sinnesqualitäten der gustatorischen Wahrnehmung beim Menschen zählt.
Die Sinnesqualität umami wird meist als herzhafter, würziger oder fleischiger Geschmack beschrieben und als vergleichsweise lange anhaltend empfunden. Die Wahrnehmung eines Umami-Geschmacks kann durch bestimmte Aminosäuren, insbesondere Glutamat und Aspartat, sowie durch Nukleinsäurebausteine wie Guanosinat und Inosinat hervorgerufen werden. Der Qualität umami entsprechen in den Geschmacksknospen der Zunge bestimmte chemorezeptive Sinneszellen. Diese Geschmackszellen besitzen in ihrer Zellmembran spezifische Geschmacksrezeptoren, die aus den beiden Proteinen T1R1 und T1R3 bestehen. Die Sinnesqualität umami hilft bei der Suche nach proteinhaltiger Nahrung. Nicht darunter fällt eine gesonderte Detektion von aus Fetten freigesetzten Fettsäuren.

## Geschichte
Bereits im fünften Jahrhundert v. Chr. beschrieb Konfuzius die Verwendung eines fermentierten Würzmittels aus Fleisch, Getreide, Salzwasser und Ethanol in China. Ab etwa 200 v. Chr. kamen zur Würzung fermentierte Sojabohnen in Gebrauch. Im antiken Rom wurde eine als Garum oder Liquamen bezeichnete Würzsauce, die auch fermentierten Fisch enthielt, ab etwa dem Jahr 200 v. Chr. eingesetzt. Seit dem 15. Jahrhundert wird in Südostasien die würzige Fischsauce alltäglich verwendet.

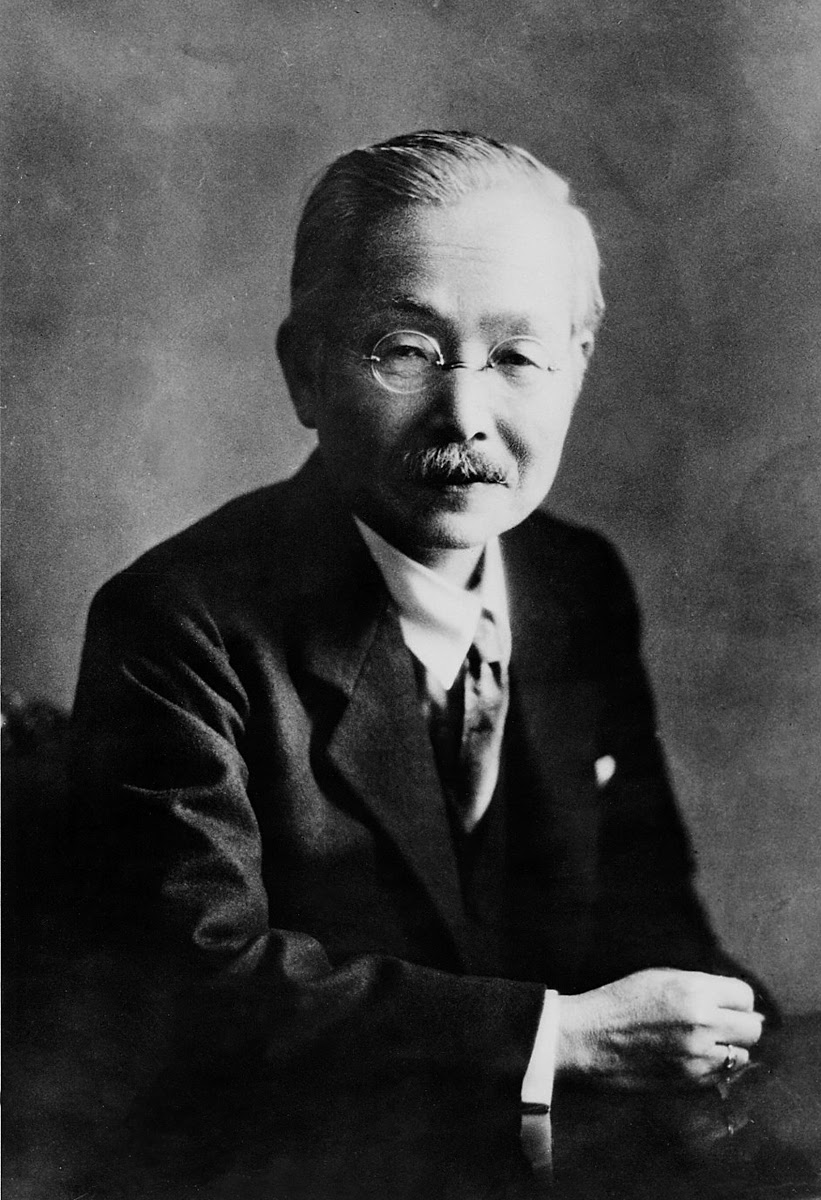
Kikunae Ikeda (1864–1936)

Die Bezeichnung umami geht zurück auf den japanischen Chemiker Kikunae Ikeda, der aufgrund eigener Geschmackserlebnisse neben den vier Empfindungsvermögen für Ausprägungen des Süßen, Sauren, Salzigen und Bitteren einer Speise noch eine fünfte Grundqualität des Geschmacks vermutete. 1909 schlug er „Umami“ als Benennung für diese vor, nachdem er als deren wesentlichen Geschmacksträger Glutaminsäure identifiziert hatte – im Extrakt von Kombu, einer aus japanischem Blatttang (Laminaria japonica) hergestellten Komponente des traditionellen Dashi.
Noch im selben Jahr begannen Ikeda und ein Geschäftspartner mit der industriellen Produktion von Mononatrium-L-glutamat, gewonnen aus dem Hydrolysat von Weizenproteinen. Das Gluten wurde hierfür unter Einwirkung von Salzsäure hydrolysiert und in seine Aminosäuren aufgespalten, zu über einem Drittel Glutamin und Glutaminsäure. 
Das kristallisierte Salz der Glutaminsäure brachten sie als streufähiges Würzmittel unter dem Handelsnamen „Aji-no-moto“ (味の素 ‚Essenz des Geschmacks‘) auf den Markt. Es fand im ostasiatischen Raum wachsenden Zuspruch, ähnlich wie zuvor Maggi in Mitteleuropa. Aus dem Unternehmen ging ein Konzern hervor, der seit 1946 Ajinomoto heißt und heute weltweit agiert. Die ergänzende Wirkung von Purinnukleotiden wie Inosinmonophosphat wurde erstmals 1913 von Shintaro Kodama in Extrakten von Bonitoflocken beschrieben.

## Rezeptoren der Geschmackszellen
Die Sinneszellen des Geschmackssinnes enthalten in ihre Zellmembran eingebaute Transmembranproteine, die als Rezeptoren dienen. Bei den Geschmackszellen für umami finden sich spezifische Rezeptorproteine, die aus zwei verschiedenen Proteinen namens T1R1 und T1R3 bestehen und so ein Heterodimer bilden. Dieser Rezeptor ist damit ähnlich dem für die Geschmacksqualität süß gebaut, der aus den Proteinen T1R2 und T1R3 besteht. Beides sind G-Protein-gekoppelte Rezeptoren der Klasse C (C-GPCR). In diesen Heterodimeren bilden sogenannte Venusfliegenfalle-Domänen auf der Zelloberfläche einen besonderen Bereich, der durch Transmembrandomänen in der Zellmembran verankert ist. Der Komplex aus T1R1 und T1R3 erkennt damit einige Nukleotide und Aminosäuren mit hoher Spezifität, neben Asparaginsäure insbesondere Glutaminsäure.
Der Inhibitor Lactisol setzt beim Menschen durch Bindung an T1R3 sowohl die Geschmacksempfindlichkeit für umami als auch für süß herab. Ebenso wurden Glucane beschrieben, welche die Dauer des Geschmacks verkürzen.
Daneben gehören zu den Rezeptoren für den Umami-Geschmack auch die metabotropen Glutamatrezeptoren mGluR4 und mGluR1. Rezeptoren aus der Gruppe CaSR binden Calciumionen und verstärken die Sinneseindrücke umami, süß und salzig. Die Geschmackswahrnehmung nach Aktivierung von CaSR wird als Kokumi bezeichnet.

## Geschmackliche Wahrnehmung
Die Signale der Geschmackszellen werden auf Endigungen zugeordneter Nervenzellen übertragen und über deren Fortsätze – als die Geschmacksfasern von Hirnnerven – zum Gehirn weitergeleitet. Die im Markhirn liegenden Kerngebiete (Nucleus tractus solitarii) dienen für den weiteren Verlauf als Umschaltstelle. Von hier aus bestehen Bahnen, über die zum einen via Pons der Hypothalamus und Regionen des limbischen Systems erreicht werden. Zum anderen führen via Thalamus Projektionen zu Arealen des Gyrus postcentralis und der Insula der Großhirnrinde. Erst auf Ebene des Cortex cerebri sind nach gängiger Auffassung Wahrnehmungen möglich, die verbal mitgeteilt werden können, etwa als „schmackhafter“ Eindruck einer Speise. Der Umami-Geschmack verstärkt sowohl den Appetit als auch das Sättigungsgefühl.

## Geschmacksauslösende Stoffe

Glutamat-Zwitterion
bei pH 7,4 mit der Seitenkette in blau

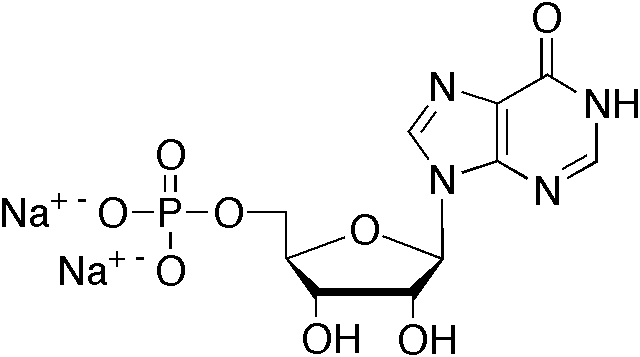
Inosinmonophosphat als Natriumsalz (Dinatriuminosinat)

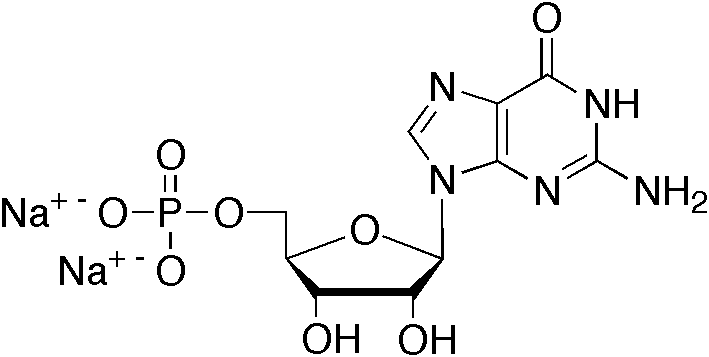
Guanosinmonophosphat als Natriumsalz

Umgangssprachlich vereinfachend wird von „Glutamat“ gesprochen, jedoch handelt es sich dabei um verschiedene Salze und das Anion der Glutaminsäure, die als Aminosäure ein natürlicher Baustein vieler Proteine in allen Lebewesen ist. Ein Umami-Geschmack wird vornehmlich durch Salze der Glutaminsäure hervorgerufen, genauer durch das in wässriger Lösung daraus entstehende Anion der Glutaminsäure. Glutaminsäure kommt daher sowohl in fleisch-, fisch- und milchhaltigen Lebensmitteln vor wie auch in Gemüse oder Algen. Dabei sprechen die in den zubereiteten Speisen enthaltenen freien Glutamate und in geringerem Umfang die Aspartate die Rezeptoren von Umami-Geschmackszellen an, indem sie daran gebunden werden. Asparaginsäure wirkt etwa ein Viertel so stark wie Glutaminsäure in Bezug auf den Umami-Geschmack.
Bisher wurden 52 Peptide beschrieben, die einen Umami-Geschmack erzeugen. Umami-auslösende Peptide sind hydrophil und enthalten Glutaminsäure oder Asparaginsäure. Die Anionen der vergleichsweise selteneren und nicht in Proteinen vorkommenden Aminosäuren Homocysteinsäure, Cystein-S-sulfonsäure und Ibotensäure haben eine ähnliche Wirkung wie Glutamat. Auch Tricholomasäure, die im Pilz Tricholoma muscarium natürlich vorkommt, erzeugt einen Umami-Geschmack.
Der hauptsächliche Träger des Umami-Geschmacks ist das freie, durch Proteolyse aus den Proteinen herausgelöste Anion der Aminosäure Glutaminsäure. Glutaminsäure bildet das in wässriger Lösung vorkommende physiologisch relevante Glutamat-Zwitterion. Ihre Salze werden als Glutamate bezeichnet. Das Natriumsalz der Glutaminsäure heißt Mononatriumglutamat (MNG, engl. Monosodium glutamate, MSG), während das Kaliumsalz der Glutaminsäure als Monokaliumglutamat bezeichnet wird. Beide Salze dissoziieren in wässrigen Lösungen zu Natrium-Ionen beziehungsweise Kalium-Ionen und dem Anion der Carbonsäuregruppe der Glutaminsäure. Bei niedrigeren pH-Werten (durch Zugabe von Säuren) nimmt der Umami-Geschmack aufgrund der Protonierung der Carbonsäuregruppe ab. Eine reine Glutamatlösung wird nicht als wohlschmeckend empfunden, sondern erst in Kombination mit Aromen und Kochsalz.
Daneben wirken auch Purin-Ribonucleotide wie das in wässrigen Lösungen vorkommende Inosinmonophosphat (IMP, Inosinat), Guanosinmonophosphat (GMP, Guanosinat) und über den Abbau zu Inosinmonophosphat indirekt auch Adenosinmonophosphat (AMP, Adenosinat) synergistisch verstärkend mit Glutamaten. In trockener Form liegen diese ebenfalls als Natrium- oder Kaliumsalze vor, wie auch das Glutamat und das Aspartat. Zur gustatorischen Wahrnehmung von Glutamaten können verschiedene Typen ähnlich gebauter Geschmacksrezeptoren in den Geschmackszellen der Zunge beitragen. Der Schmackhaftigkeits-Eindruck von Glutamat wird durch diese Purine verstärkt, da sie ebenfalls am Glutamat-Rezeptor andocken.
Die maximale Umami-Geschmackswirkung einer Mischung von Mononatriumglutamat und Natriuminosinmonophosphat wird zwischen 30 und 70 % eines der beiden Bestandteile erreicht. Ohne eine Zugabe von Inosinmonophosphat liegt die untere Wahrnehmungsgrenze einer wässrigen Lösung von Mononatriumglutamat bei 0,12 g/l. In Anwesenheit von 2,5 g/l (entsprechend 5 mmol/l) Inosinmonophosphat liegt die untere Wahrnehmungsgrenze einer wässrigen Mononatriumglutamatlösung bei 0,0019 g/l.
Hinsichtlich anderer Geschmacksqualitäten als umami wirken Glutamate nicht verstärkend, wenn sie in Kombination mit anderen geschmacksauslösenden Stoffen verwendet werden. Tatsächlich können sich Glutamat beziehungsweise GMP und IMP abschwächend auf manche anderen Geschmacksrichtungen auswirken. So erhöht eine wässrige 5 mmol/l Mononatriumglutamatlösung die untere Wahrnehmungsgrenze für Säuren um etwa das Doppelte, eine wässrige 5 mmol/l Inosinmonophosphatlösung erhöht sie um etwa das Dreißigfache und die für Bitterstoffe um etwa das Vierfache.